# Recopa Africana 1999
La Recopa Africana 1999 es la 25.ª edición de este torneo de fútbol a nivel de clubes de África organizado por la CAF y que contó con la participación de 38 equipos campeones de copa de sus respectivos países, 1 menos que en la edición anterior.
El Africa Sports de Costa de Marfil venció en la final al Club Africain de Túnez para coronarse campeón del torneo por segunda vez y cortar el dominio de los equipos de Túnez de las dos ediciones anteriores.

## Ronda Preliminar
Los partidos de ida se jugaron los días 30 y 31 de enero, y los de vuelta el 14 de febrero.
| Equipo 1        | Agr.         | Equipo 2         | Ida | Vuelta |
| --------------- | ------------ | ---------------- | --- | ------ |
| Anges de Fatima | 9-2          | Union Vesper     | 6-0 | 3-2    |
| Mogas 90 FC     | 0-1          | LPRC Oilers      | 0-0 | 0-1    |
| Bata Bullets    | 4-3          | Hintsa           | 4-2 | 0-1    |
| FC Djivan       | 1-3          | Defence Force XI | 0-0 | 1-3    |
| AS Marsouins    | 6-3          | Arsenal          | 5-0 | 1-3    |
| Fire Brigade SC | 4-4 (2:3 p.) | St Michel United | 2-2 | 2-2    |

## Primera Ronda
Los partidos de ida se jugaron entre los días 12 y 14 de marzo, y los de vuelta entre los días 26 y 28 de marzo.
| Equipo 1        | Agr.         | Equipo 2         | Ida | Vuelta |
| --------------- | ------------ | ---------------- | --- | ------ |
| WA Tlemcen      | 2-4          | Al-Shat          | 1-2 | 1-2    |
| AS Mineurs      | 1-1 (4:3 p.) | LPRC Oilers      | 1-0 | 0-1    |
| FAR Rabat       | 2-1          | ASC Yeggo        | 2-0 | 0-1    |
| Wikki Tourists  | 4-1          | Renaissance FC   | 4-0 | 0-1    |
| Africa Sports   | 3-1          | Stade Malien     | 2-0 | 1-1    |
| Simba FC        | 3-2          | Tanzania Stars   | 2-1 | 1-1    |
| Dynamo Douala   | 3-1          | Anges de Fatima  | 3-0 | 0-1    |
| Club Africain   | 4-0          | ASFB             | 3-0 | 1-0    |
| Power Dynamos   | 7-3          | St Michel United | 6-1 | 1-2    |
| Coffee FC       | w/o1         | AS Inter Star    | -   | -      |
| Mathare United  | 4-3          | Bata Bullets     | 2-0 | 2-3    |
| Petro Atlético  | 3-4          | AS Dragons       | 2-0 | 1-4    |
| Maxaquene       | 3-3 (6:5 p.) | AS Marsouins     | 2-1 | 1-2    |
| Orlando Pirates | 9-1          | Defence Force XI | 6-0 | 3-1    |
| Al-Masry        | 1-1 (4:3 p.) | Al-Merreikh      | 1-0 | 0-1    |
| Asante Kotoko   | 3-2          | Ndzimba          | 2-0 | 1-2    |

1- El Coffee FC abandonó el torneo antes de jugar el partido de ida.

## Segunda Ronda
Los partidos de ida se jugaron entre los días 30 de abril y 2 de mayo, y los de vuelta se jugaron entre los días 14 y 16 de mayo.
| Equipo 1        | Agr.         | Equipo 2       | Ida | Vuelta |
| --------------- | ------------ | -------------- | --- | ------ |
| AS Mineurs      | 6-0          | Al-Shat        | 3-0 | 3-0    |
| Wikki Tourists  | 0-3          | FAR Rabat      | 0-1 | 0-2    |
| Simba FC        | 0-3          | Africa Sports  | 0-1 | 0-2    |
| Club Africain   | 6-1          | Dynamo Douala  | 4-0 | 2-1    |
| AS Inter Star   | w/o1         | Power Dynamos  | -   | -      |
| AS Dragons      | 4-2          | Mathare United | 3-1 | 1-1    |
| Orlando Pirates | 7-5          | Maxaquene      | 3-1 | 4-4    |
| Asante Kotoko   | 1-1 (2:4 p.) | Al-Masry       | 1-0 | 0-1    |

1- El AS Inter Star abandonó el torneo antes de jugar el partido de ida.

## Cuartos de final
Los partidos de ida se jugaron los días 4 y 5 de septiembre, y los de vuelta se jugaron entre los días 19 y 26 de septiembre.
| Equipo 1        | Agr. | Equipo 2      | Ida | Vuelta |
| --------------- | ---- | ------------- | --- | ------ |
| Power Dynamos   | 2-3  | Club Africain | 1-1 | 1-2    |
| AS Dragons      | 1-3  | Al-Masry      | 1-0 | 0-3    |
| Orlando Pirates | 4-1  | AS Mineurs    | 1-0 | 3-1    |
| FAR Rabat       | 1-2  | Africa Sports | 1-1 | 0-1    |

## Semifinales
Los partidos de ida se jugaron el 10 de octubre, y los de vuelta los días 23 y 24 de octubre.
| Equipo 1      | Agr.         | Equipo 2        | Ida | Vuelta |
| ------------- | ------------ | --------------- | --- | ------ |
| Club Africain | 4-0          | Al-Masry        | 0-0 | 4-0    |
| Africa Sports | 4-4 (3-0 p.) | Orlando Pirates | 3-1 | 1-3    |

## Final
El partido de ida se jugó el 21 de noviembre y el de vuelta el 4 de diciembre.
| Equipo 1      | Agr. | Equipo 2      | Ida | Vuelta |
| ------------- | ---- | ------------- | --- | ------ |
| Africa Sports | 2-1  | Club Africain | 1-0 | 1-1    |

## Campeón
| Recopa Africana 1999       |
| -------------------------- |
| Bandera de Costa de Marfil |
| Africa Sports 2º Título    |